# Exochus captus
Exochus captus là một loài tò vò trong họ Ichneumonidae.